# علي شمس الدين بن عبد الله
علي شمس الدين بن عبدالله كان الداعي الطيبي الإسماعيلي الثامن عشر الداعي المطلق في اليمن. خلف أخاه الحسن بدر الدين الأول عام 1418، وظل في المنصب حتى وفاته عام 1428، حين خلفه ابن أخيه (ابن الحسن) إدريس عماد الدين.

## الحياة
وبعد وفاة الحسن اتخذ علي حصن ذي مرمر مقرًّا له. ولكن في عام 1426 تولى الإمام الزيدي في صنعاء المنصور علي ( حكم. 1391–1436 )، فاستولى على ذي مرمر بعد حصار، لكنه سمح للداعي مع عائلته وأتباعه وممتلكاته بمغادرة المدينة والانتقال إلى حراز، التي أصبحت القاعدة الجديدة للحركة الطيبية. كما خسر الطيبيون عددًا من الحصون الأخرى أمام الزيديين في هذا الوقت، والتي استعادها إدريس عماد الدين فيما بعد. ثم انتقل علي إلى عفيدة ثم إلى شبام.
وفي أثناء فترة حكمه حدث انقسام كبير في البهرة السنة بقيادة جعفر بن خواجة، وهو من سكان باتان، في ولاية غوجارات [الإنجليزية] بالهند. وقد تسبب هذا الانقسام في قلق عميق وألم نفسي لعلي. أخذه أخوه معاذ عز الدين إلى الشارقة.

## الضريح
توفي سيدنا علي في الشارقة باليمن. قام سيدنا محمد برهان الدين ببناء وإكمال ضريح سيدنا علي في عام 2007.

## معرض الصور

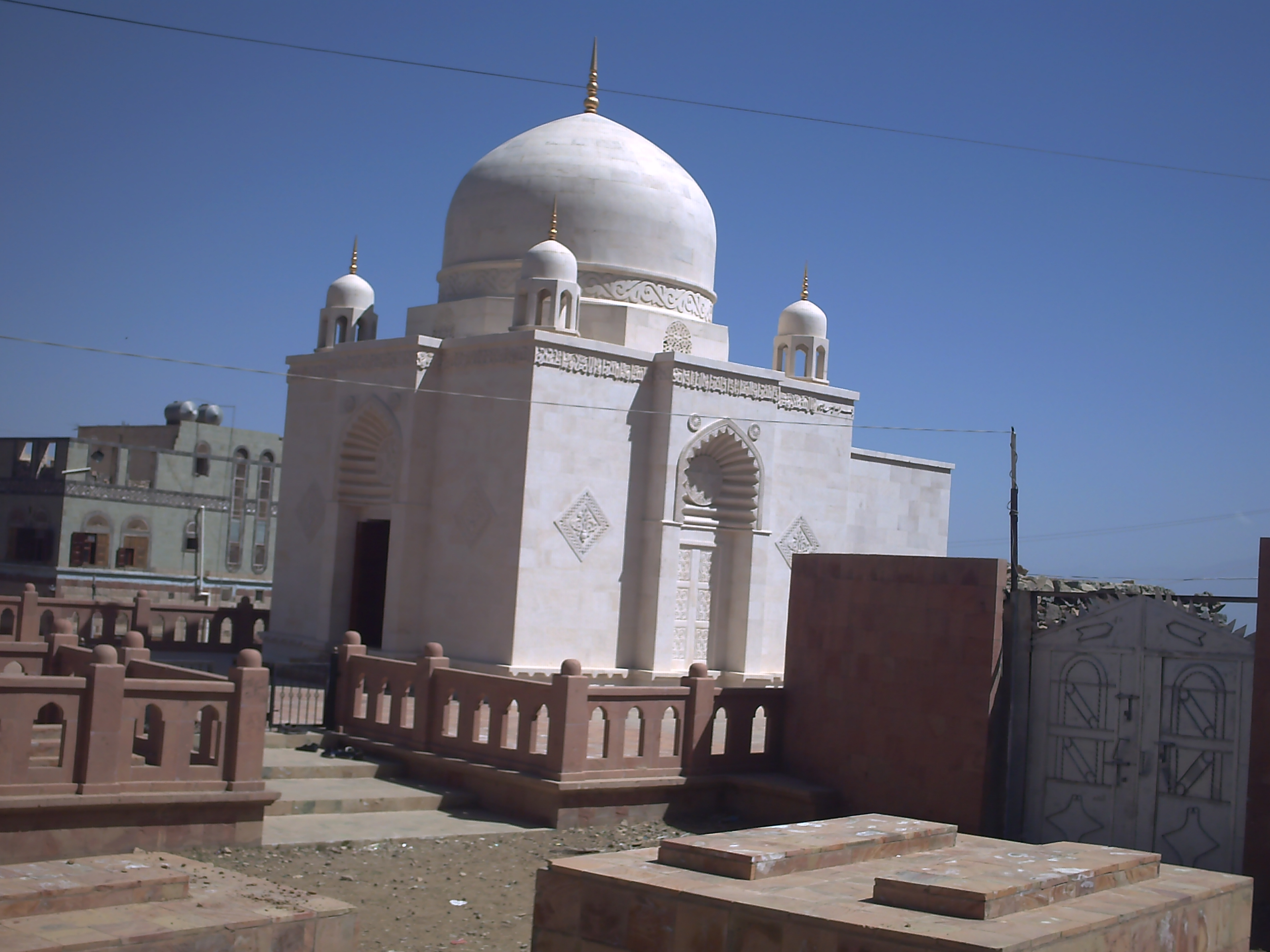
ضريح علي شمس الدين، الشارقة، اليمن
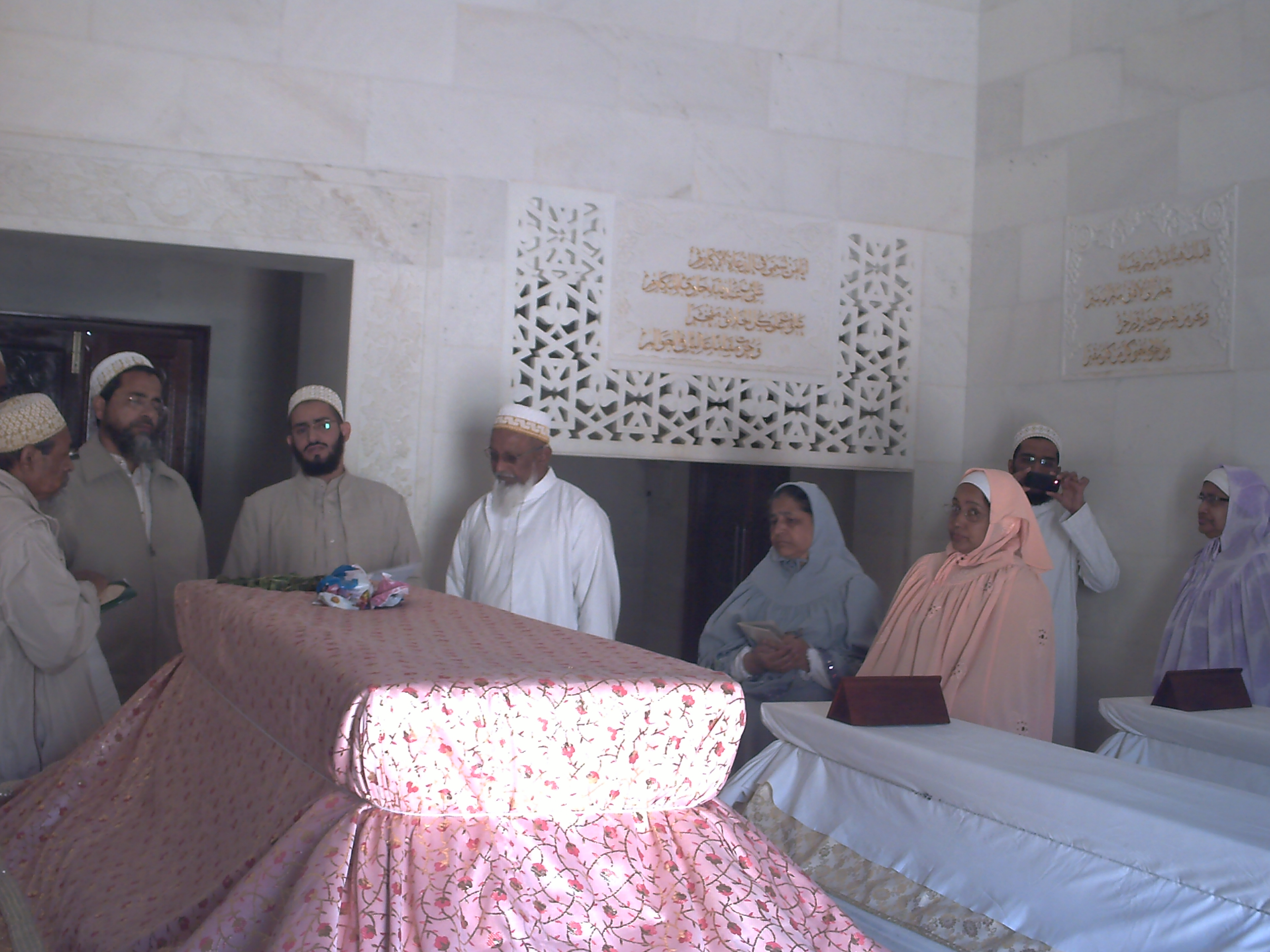
قبر علي شمس الدين والمبشرين الآخرين، الشارقة، اليمن
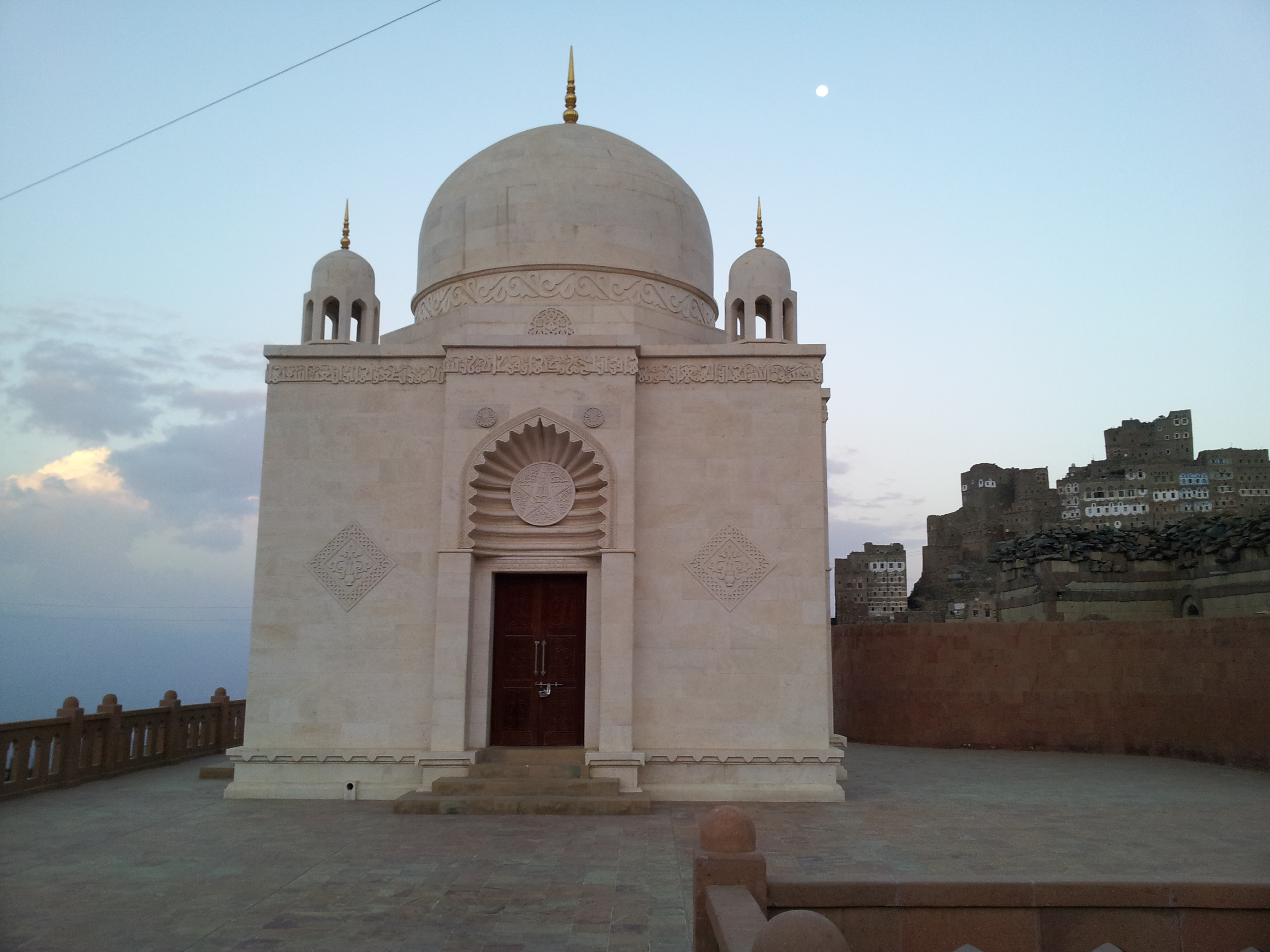
مدخل الضريح